# ندیلیشتی
ندیلیشتی (به چکی: Neděliště) یک منطقهٔ مسکونی در جمهوری چک است که در ناحیه هرادتس کرالووه واقع شده‌است. ندیلیشتی ۳۶۳ نفر جمعیت دارد.